# 營盤邊
營盤邊，是臺灣苗栗縣竹南鎮的一個傳統地域名稱，位於該鎮中部。相較於今日行政區，其範圍大致包括營盤里、中華里中部、竹興里、龍鳳里、天文里、聖福里、龍山里、佳興里、山佳里。

## 歷史
台灣清治末期至日治初期，營盤邊地區為一街庄，稱為「營盤邊庄」，隸屬於竹南一堡。該庄西邊臨台灣海峽，北與崎頂庄、大埔庄為鄰，東與蟠桃庄為鄰，南邊為三角店庄、鹽館前庄、中港街。
1901年（日治明治三十四年）11月，全台廢縣廳改設二十廳，該庄隸屬於新竹廳。1909年（明治四十二年）10月，合併二十廳為十二廳，該庄隸屬不變。1920年（大正九年），廢十二廳改設五州二廳，該庄改制為「營盤邊」大字，隸屬於新竹州竹南郡竹南庄，大字下有「營盤邊」、「山寮」小字名。1940年，竹南庄升格為竹南街。
戰後竹南街改制為竹南鎮，隸屬於新竹縣，大字亦改制為里。1950年桃、竹、苗分治，竹南鎮改隸屬於苗栗縣。

## 聚落
本地區發展較早的聚落有營盤邊、竹圍仔、大坵園、橋仔頭、後厝仔、山藔、店仔、山佳等，在日治期初期的官方地圖上已有記載。此外，本地區尚有海埔、照南聚落。

## 交通
台鐵縱貫線是台灣西部鐵路幹線，大致以西北—東南走向轉縱向經過營盤邊地區。境內未設站，最近的是東南側的竹南車站，屬一等站，除太魯閣號、普悠瑪號、自強號停靠部分班次外，其餘各級列車全部停靠。
國道3號又稱「福爾摩沙高速公路」，是台灣西部第二條縱向高速公路，大致以東北—西南走向轉北北東—南南西走向經過本地區西北部及西部近海地帶。境內省道台61線交會處設有西濱交流道（只有南出北入），由此可快速連絡台灣西部國道3號沿線各地。
省道台61線又稱「西部濱海快速公路」，是八里至安南的快速公路，大致以縱向轉北北東—南南西走向經過本地區西部，與國道3號交叉於本地區西北部後厝仔附近。由該道路向北可前往香山並止於浸水橋北側，其後以省道台15線為代用道路；向南南西可前往後龍並止於通霄白沙屯，其後以省道台1線為代用道路。
省道台13線（公義路、永貞路三段）是香山內湖至豐原的幹道，大致以東北—西南走向轉縱向經過本地區東部邊界地帶。由該道路向東北轉北可前往香山內湖並止於省道台1線路口；向南可前往竹南市區、造橋赤崎仔、頭屋、苗栗、銅鑼等地。
省道台13甲線（環市路三段～二段）是竹南至苗栗的幹道，也是省道台13線的舊路，大致以東北東—西南西走向繞弧形轉縱向經過本地區東南部邊界地帶。由該道路向東北東即止於省道台13線路口，向南可前往造橋、高鐵苗栗站、苗栗田寮並止於省道台6線路口。
鄉道苗3線（龍山路三段189巷）是口公館至山佳的道路，其南側端點位於本地區東北部龍山路三段189巷口（鄉道苗3-1線路口）。由此向東北蜿蜒出境，穿越國道3號高架橋下後可前往崎腳、鳳梨坑、口公館聚落南側並止於省道台13線路口。
鄉道苗3-1線（龍山路三段～二段、功明街）是山佳天聲廣播電台至海口的道路，其東北側端點位於本地區東北部邊界處的省道台13線路口。由此向西北西轉西南西再繞弧形轉南南西出境後，可前往中港、海口聚落並止於鄉道苗6線路口。

## 學校
- 君毅高中
- 中興商工
- 照南國中
- 照南國小
- 竹興國小
- 山佳國小

## 產業
- 龍鳳漁港